# Artti Aigro
Artti Aigro (* 29. August 1999 in Otepää) ist ein estnischer Skispringer.

## Werdegang
Aigro begann im Alter von vier Jahren mit dem Skispringen. Bei den Estnischen Sommermeisterschaften 2012 gewann Aigro im Einzel hinter Kaarel Nurmsalu die Silbermedaille. Mit dem Team holte er sich nach 2011 den zweiten Titel in Folge. Im Winter 2012/13 sicherte er sich mit dem Team Bronze. Ab August 2013 startete Aigro im FIS Cup. Ein Jahr später am 16. August 2014 gab er in Kuopio sein Debüt im Skisprung-Continental-Cup und sprang als 30. erstmals in die Punkteränge. Beim Europäischen Olympischen Winter-Jugendfestival 2015 in Tschagguns erreichte Aigro von der Normalschanze den 34. Platz. Nachdem er im Februar noch einmal im Continental Cup an den Start ging, jedoch ohne Punkte blieb, beendete er seine erste Saison auf Rang 179 der Gesamtwertung. In der Folge verblieb Aigro weitestgehend im Kader des FIS Cups. Bei den Olympischen Jugend-Winterspielen 2016 in Lillehammer sprang er auf Rang 16 im Einzel von der Normalschanze. Zum Winter 2016/17 gehörte Aigro wieder zum Kader im Continental Cup. Im Februar gelangen ihm in Erzurum zwei 13. Plätze. Bei den folgenden Nordischen Skiweltmeisterschaften 2017 in Lahti scheiterte Aigro in beiden Einzelspringen bereits in der Qualifikation.
Im September 2017 startete Aigro in Tschaikowski erstmals im Skisprung-Grand-Prix. Bereits im ersten Springen sammelte er als 29. seine ersten beiden Punkte in der höchsten Sommerserie. In der Weltcup-Saison 2017/18 gehörte er zur estnischen Weltcup-Mannschaft. Nachdem er beim Auftakt in Wisła noch in der Qualifikation scheiterte, qualifizierte er sich in Titisee-Neustadt erstmals für den Wettkampf. Somit gab er am 16. Dezember 2017 sein Weltcup-Debüt, bei dem er 50. und damit Letzter wurde. Bei den Nordischen Junioren-Skiweltmeisterschaften im Februar 2018 in Kandersteg belegte er bei seinem ersten Start bei einer Junioren-WM den 26. Rang auf der Normalschanze. Noch im selben Monat startete er bei den Olympischen Winterspielen in Pyeongchang. Im Einzelwettbewerb von der Normalschanze qualifizierte er sich als 55. in der Qualifikation nicht für den Wettbewerb. Dies gelang ihm dann auf der Großschanze, wo er den 48. Platz belegte.
Am zweiten Wettkampfwochenende der der Weltcup-Saison 2018/19 im finnischen Kuusamo erreichte Aigro mit dem 19. Platz zum ersten Mal die Punkteränge. Im restlichen Saisonverlauf gelang ihm der Sprung in die Top 30 nicht mehr, sodass er die Saison mit zwölf Punkten auf dem 57. Platz der Gesamtweltcupwertung abschloss.
Bei den Nordischen Junioren-Skiweltmeisterschaften 2019 in Lahti belegte er im Einzel von der Normalschanze den neunten Rang. Daraufhin wurde er auch für die Skiweltmeisterschaften 2019 in Seefeld in Tirol nominiert. Dort wurde er im Einzelspringen von der Normalschanze 49., nachdem er für den Einzelwettbewerb auf der Großschanze in der Qualifikation scheiterte. Beim Weltcup-Springen Anfang Februar 2020 in Sapporo sprang Aigro zum zweiten Mal in seiner Karriere in den zweiten Durchgang. Dabei bestätigte er seine bis dahin konstanten Trainings- und Qualifikationssprünge des Wochenendes mit dem 25. Platz von der Ōkurayama-Schanze.
Seit der Vorbereitung auf die Weltcup-Saison 2020/21 trainiert Aigro unter dem Trainer Janne Väätäinen mit der finnischen Nationalmannschaft. Diese neue Kooperation stellte sich bereits beim Auftaktspringen Mitte November in Wisła als fruchtbar heraus, als er den 26. Platz belegte. Auch bei den folgenden beiden Einzelwettbewerben in Kuusamo konnte Aigro in den zweiten Durchgang springen und weitere Weltcup-Punkte sammeln. Dabei erreichte er mit dem 14. Platz beim ersten Einzelspringen sein bis dato bestes Karriereresultat. Einen Tag später lag er im zweiten Wettbewerb des Wochenendes sogar auf einem aussichtsreichen fünften Rang, ehe er bei schwierigen Windbedingungen im zweiten Durchgang durch einen schlechten Sprung noch auf den 30. Platz durchgereicht wurde. Die Weltcup-Saison 2020/21 beendete Aigro auf dem 43. Platz, wobei er vor allem im Skifliegen überzeugen hatte können, was sich auch am 24. Platz in der Skiflug-Wertung zeigt. Bei den Skiweltmeisterschaften 2021 in Oberstdorf wurde er im Einzelspringen von der Normalschanze 41. und von der Großschanze 25.
In der Sommersaison des Folgejahrs 2021 erreichte Aigro bei mehreren Starts im Sommer-Grand-Prix nie den Finaldurchgang und erzielte keine Punkte. Am zweiten Septemberwochenende trat er beim Continental Cup in Bischofshofen an. Nach starken Vorleistungen in den Trainingsdurchgängen platzierte er sich im ersten Wettkampf eher mäßig. Im zweiten Wettkampf des Wochenendes war er hingegen nach dem ersten Durchgang in Führung und konnte seinen ersten starken Sprung im zweiten Durchgang bestätigen. Er erreichte den dritten Platz und stand damit zum ersten Mal in seiner Karriere auf einem Podium bei einem internationalen Wettkampf. Anfang Oktober wurde aufgrund eines Sturzes bei Aigro eine Bänderverstauchung festgestellt und er musste für einige Wochen pausieren. Er war aber bis zum Start der Weltcup-Saison 2021/22 fit genug, um bei den Wettkämpfen in Nischni Tagil anzutreten. Dort verpasste Aigro noch die Punkteränge, konnte dann aber in der Folgewoche in Kuusamo als 18. die ersten Weltcup-Punkte des Winters erzielen. Bei den folgenden Wettkämpfen im Dezember 2021 kam der Este jedoch nicht über einen 34. Platz hinaus und konnte somit keine weiteren Punkte sammeln. Auch bei der Vierschanzentournee scheiterte Aigro in allen vier Wettbewerben bereits in der ersten Runde und belegte in der Gesamtwertung letztendlich den 46. Platz. Bei den Olympischen Winterspielen 2022 in Peking wurde er auf der Normalschanze 34. und von der Großschanze 30.
Die folgenden Saisons verliefen durchwachsen und Aigro schloss den Gesamtweltcup auf Platz 49 und 43 ab.
Im Frühjahr 2023 gaben Artti Aigro und der norwegische Skisprungverband Hopplandslaget bekannt, dass Artti Aigro seine Zusammenarbeit mit dem finnischen Skiverband beenden und in Zukunft unter Cheftrainer Alexander Stöckl mit den Norwegern trainieren würde. Auch nach dem abrupten Wechsel des Cheftrainerpostens in Norwegen Anfang 2024 blieb er in der norwegischen Trainingsgemeinschaft.
Im Sommer-Grand-Prix 2024 gelang es Aigro, bei beiden Springen in Wisła hinter Marius Lindvik den zweiten Platz zu belegen und damit seine ersten Podiumsplätze in einem A-Klasse-Wettbewerb zu erzielen. Er schloss den Grand Prix auf Platz zehn der Gesamtwertung ab.
Am 1. Dezember 2024 gelang ihm mit Platz fünf in Kuusamo sein zu diesem Zeitpunkt bestes Ergebnis im Weltcup.

## Privates
Sein Vater Kalev Aigro war ebenfalls als nordischer Skisportler aktiv.

## Statistik

### Weltcup-Platzierungen
| Saison  | Platz | Punkte |
| ------- | ----- | ------ |
| 2018/19 | 57.   | 012    |
| 2019/20 | 57.   | 011    |
| 2020/21 | 43.   | 063    |
| 2021/22 | 55.   | 030    |
| 2022/23 | 49.   | 033    |
| 2023/24 | 43.   | 066    |
| 2024/25 | 23.   | 245    |

### Vierschanzentournee-Platzierungen
| Saison  | Platz | Punkte |
| ------- | ----- | ------ |
| 2020/21 | 43.   | 414,5  |
| 2021/22 | 46.   | 418,9  |
| 2022/23 | 37.   | 508,4  |
| 2023/24 | 38.   | 437,5  |
| 2024/25 | 30.   | 657,3  |

### Grand-Prix-Platzierungen
| Saison | Platz | Punkte |
| ------ | ----- | ------ |
| 2017   | 87.   | 002    |
| 2022   | 39.   | 038    |
| 2023   | 64.   | 018    |
| 2024   | 10.   | 169    |

### Continental-Cup-Platzierungen
| Saison  | Sommer | Sommer | Winter | Winter | Gesamt | Gesamt |
| Saison  | Platz  | Punkte | Platz  | Punkte | Platz  | Punkte |
| ------- | ------ | ------ | ------ | ------ | ------ | ------ |
| 2014/15 | 116.   | 001    | –      | –      | 179.   | 001    |
| 2016/17 | –      | –      | 088.   | 040    | 114.   | 040    |
| 2017/18 | 045.   | 054    | 111.   | 007    | 086.   | 061    |
| 2018/19 | 091.   | 006    | 037.   | 149    | 056.   | 155    |
| 2020/21 | 025.   | 016    | –      | –      | –      | –      |
| 2021/22 | 041.   | 072    | –      | –      | 073.   | 072    |
| 2022/23 | 021.   | 101    | 074.   | 028    | 049.   | 129    |
| 2023/24 | –      | –      | –      | –      | 024.   | 066    |